# شهرستان کرول (ایندیانا)
شهرستان کرول، ایندیانا (به انگلیسی: Carroll County, Indiana) شهرستانی در ایالات متحده آمریکا است که در ایندیانا واقع شده‌است.